# Hermandad de la Presentación al Pueblo (Córdoba)
La Dominica Hermandad del Santísimo Sacramento y Cofradía de Nazarenos de Nuestro Padre Jesús de los Afligidos en su Sagrada Presentación al Pueblo, Nuestra Señora Reina del Cielo y Misericordia y San Vicente Ferrer, es una Hermandad de culto católico de la ciudad de Córdoba (España). Tiene su sede canónica en la Iglesia de San Vicente Ferrer, en la barriada de Cañero, y realiza su salida procesional en la tarde-noche del Sábado de Pasión.

## Historia
Fundada en el año 2007 como grupo parroquial de la Parroquia de San Vicente Ferrer, en el año 2010 sería nombraba Pro-Hermandad para los próximos tres años por D.Demetrio Fernández, Obispo de Córdoba. Esto significó un gran paso para la corporación y el barrio, ya que durante este periodo se aprobó el escudo y el misterio a representar en el futuro, quedando elegido el pasaje de la Sagrada Presentación del Señor al pueblo. Además, se elaboraron los estatutos de la futura Hermandad, los cuales no serían aprobados hasta 2016, pero que desde el año 2013 les habían permitido configurarse como Hermandad «Ad Experimentum».
Con la entrada en vigor de los estatutos, inmediatamente a la vez se produciría la llegada y bendición del Titular cristífero de la corporación por D. Demetrio Fernández.  Precisamente, en la jornada del Sábado de Pasión de ese año, la nueva Cofradía realizaría su primera salida procesional por las calles del barrio de Cañero, procesionando a su Titular sobre un paso sencillo preparado para la ocasión. Al año siguiente, la Hermandad adquirió un nuevo paso a fin de ir formando su futuro paso de misterio, y realizó un itinerario bastante más extenso que le haría visitar muchos más punto de la barriadda. 
Ya en los últimos años, la corporación ha realizado varios estrenos, como el hábito nazareno en el año 2022, el encargo y progresivo estreno del resto de las imágenes que compondrán el paso de misterio, y el encargo de la Titular mariana de la Hermandad. 
Por último, la Hermandad ha ido realizando pasos para su próxima inclusión a la Semana Santa de Córdoba. En el año 2023, la Cofradía llegó por primera vez al Casco Histórico, haciendo Estación en la Real Iglesia de San Lorenzo Mártir; y al año siguiente, alcanzaría el entorno e interior de la Mezquita-Catedral, actual Carrera Oficial de la capital cordobesa. De hecho, estaba prevista su incorporación a los desfiles procesionales por el recorrido oficial en el año 2024, pero desavenencias con la Agrupación de Hermandades y Cofradías y el poco tiempo disponible para planificar la Estación de Penitencia, provocaron que finalmente la corporación realizase su salida procesional una última vez en la jornada del Sábado de Pasión. De esta manera, está prevista su primera Estación de Penitencia a la Santa Iglesia Catedral el Martes Santo del próximo año 2025.
Además, la Hermandad se encarga de la organización de la procesión del Corpus Christi del barrio de Cañero debido a su concepción como Hermandad Sacramental.

## Imágenes Titulares
- Nuestro Padre Jesús de los Afligidos en su Sagrada Presentación al Pueblo

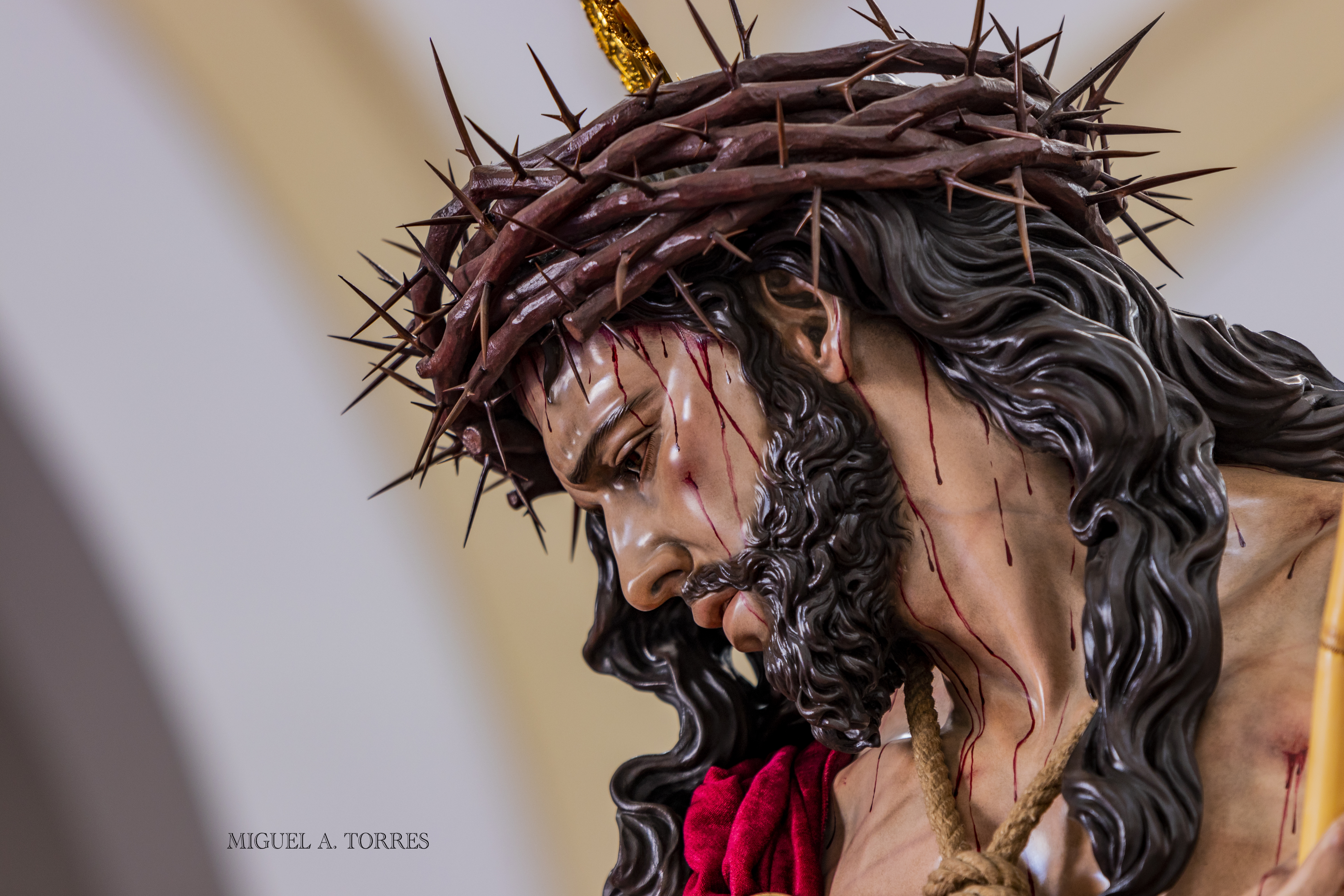
Perfil de Nuestro Padre Jesús de los Afligidos en su Sagrada Presentación al Pueblo

La talla es obra del imaginario Manuel Martín Nieto, de Morón de la Frontera (Sevilla). Está hecha en madera de cedro de 1,85 m. Destaca la policromía y la excelente finalización de la imagen, presentando un realismo, unión sagrada y majestuosidad sorprendentes. En su interior, exactamente en su tronco, alberga un pergamino con los nombres de aquellos hermanos y hermanas de la Hermandad, así como vecinos del barrio, que colaboraron económicamente para lograr su adquisición. Fue bendecida en el año 2016 por el Obispo D. Demetrio Fernández en la Parroquia de San Vicente Ferrer.
Iconográficamente, representa el momento de la Pasión en el que el Señor es presentado al pueblo por Poncio Pilato, gobernador romano de Israel, una vez que el primero ha sido castigado, flagelado y coronado de espinas por los soldados romanos. Según el Evangelio de Juan, el misterio que conforma el primero de los pasos de Hermandad representa la siguiente escena: "Volvió a salir Pilatos y les dijo: Mirad, os lo traigo fuera para que sepáis que no encuentro delito en él. Salió entonces Jesús fuera, llevando la corona de espinas y el manto púrpura. Pilatos le dijo: aquí tenéis al hombre "Ecce Homo". 
En la actualidad, están siendo realizadas el resto de las imágenes del misterio, el cual se prevé que esté conformado por un total de seis figuras. En el año 2022 fueron estrenadas las tallas de Pilatos y un soldado romano.
- Nuestra Señora Reina del Cielo y Misericordia

En la actualidad, la imagen de la Titular mariana de la Hermandad está en proceso de realización por el imaginero Darío Fernández Parra, estando prevista su entrega a la corporación en Cuaresma de 2027.
- San Vicente Ferrer

Imagen titular de la Parroquia y posterior a la bendición de esta en 1956. La hermandad lo incluye entre sus titulares desde su fundación y en el año 2019 salió de forma extraordinaria en la procesión del Corpus por su aniversario.
Nace en Valencia el 23 de enero de 1350. Siendo sus padres Guillermo Ferrer y Constancia Miguel. Cuando nació Vicente, Valencia terminaba de sufrir la Peste Negra.
Estudió en primer lugar en su ciudad natal, iniciándose en latinidad y tras trece años, tomó el hábito tras haber ingresado en el Convento de los Predicadores de Valencia, los Dominicos.
Entre 1368 y 1375 fue enviado para profundizar sus estudios en Lérida, dónde impartió clases de Lógica, Barcelona y Toulousse. 860 milagros constan en Proceso de su Canonización como obrador por el Predicador Dominico en vida y después de morir. Muchos testigos declaran que hablando Vicente Ferrer en valenciano, ellos le entendían perfectamente en su lengua nativa, por lo que se consideró que poseía el "Don de lenguas".

## Grupo Joven

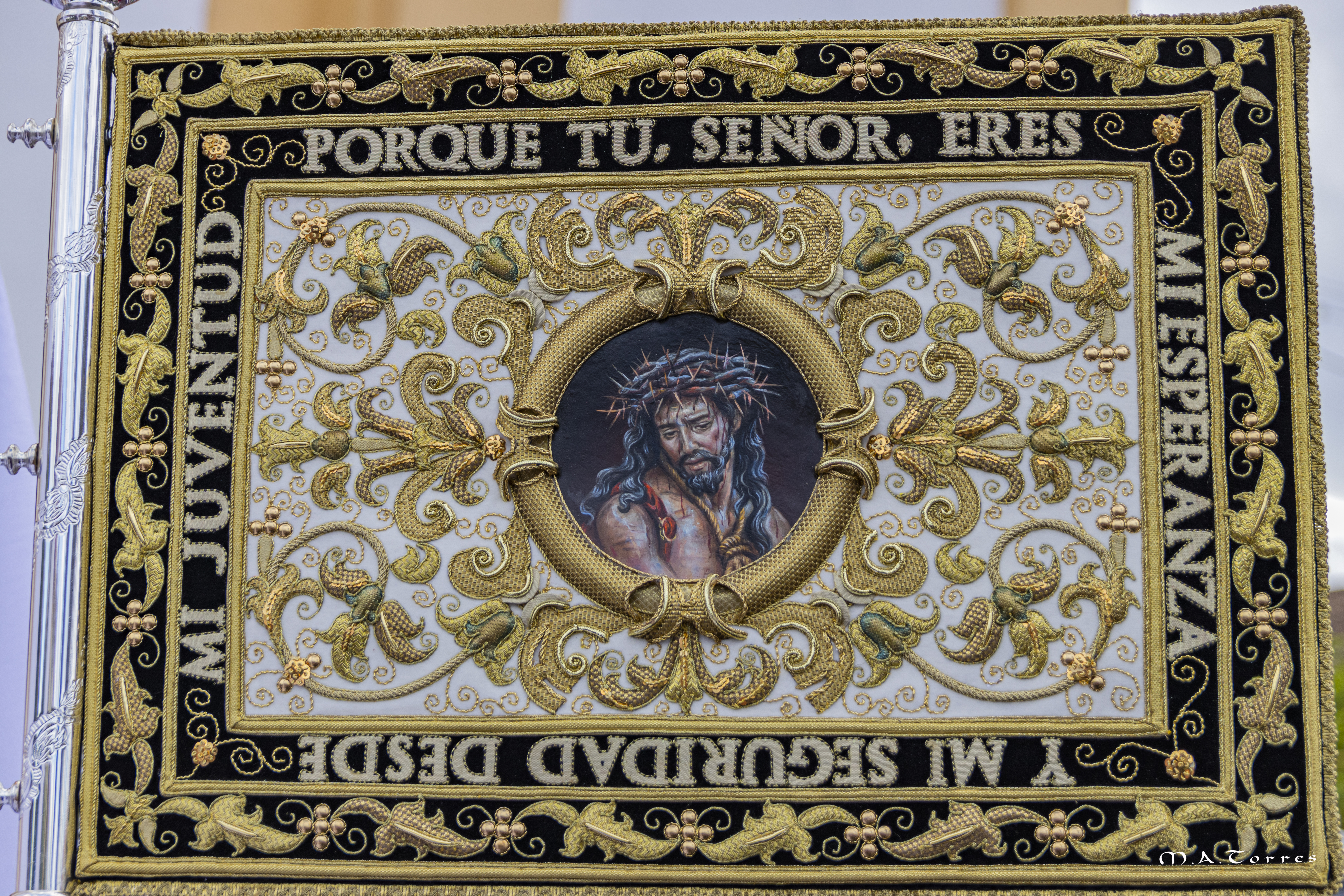
Insignia del Grupo Joven de la Hermandad.

El Grupo Joven de la Hermandad fue fundado en el año 2013, siendo conformado por jóvenes de distintas edades, los cuales comparten la Fe y su pasión por la Semana Santa. Tiene una característica que les diferencia del resto de Hermandades de Córdoba y es que éste forma el cortejo penitencial cada Sábado de Pasión, y organiza junto a la Diputación de Gobierno todas los actos que conlleven cierta organización como el Vía Crucis Claustral, Vía Crucis Parroquial, procesión del Corpus, cultos, Besapié, la campaña de recogida de productos higiénico-sanitarios y el montaje del Belén de la parroquia, entre otros actos.
Además, reciben la pertinente catequesis cristiana y formación cofrade.

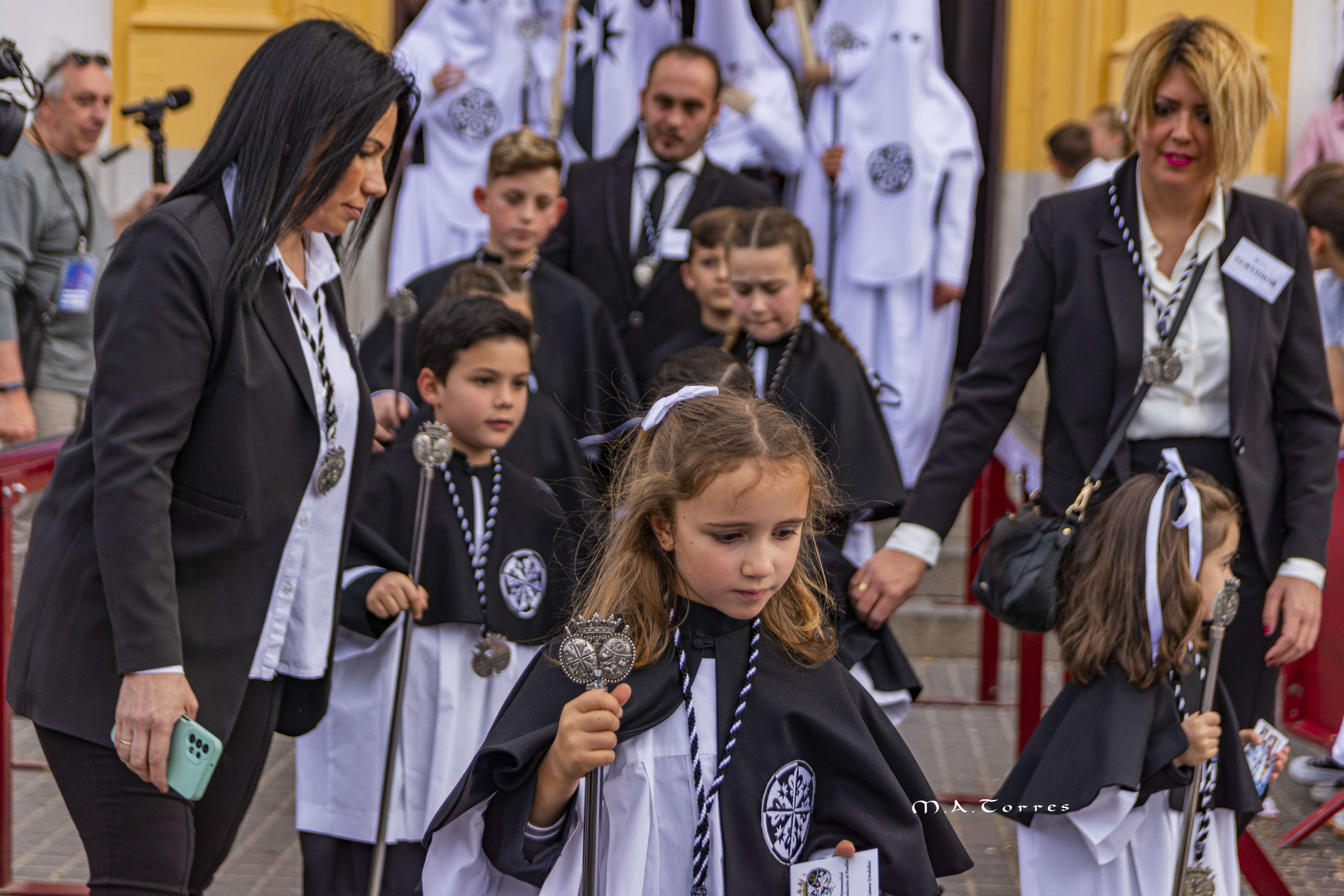
Grupo de esclavinas durante una Estación de Penitencia.

## Otros grupos
Otros grupos que forman la Hermandad son:
- Damas camareras: encargadas de cuidar la ropa de los Sagrados Titulares, así como de llevar el cuidado y conservación de sus capillas para que queden perfectas para la veneración a las mismas.

- Priostía y mayordomía: encargados de montar y desmontar los altares de cultos, pasos, Besapié ...

- Hermanos colaboradores: hermanos que sin tener ningún cargo, ayudan de forma considerable e insistentemente en todo lo necesario en la Hermandad.

## Misa

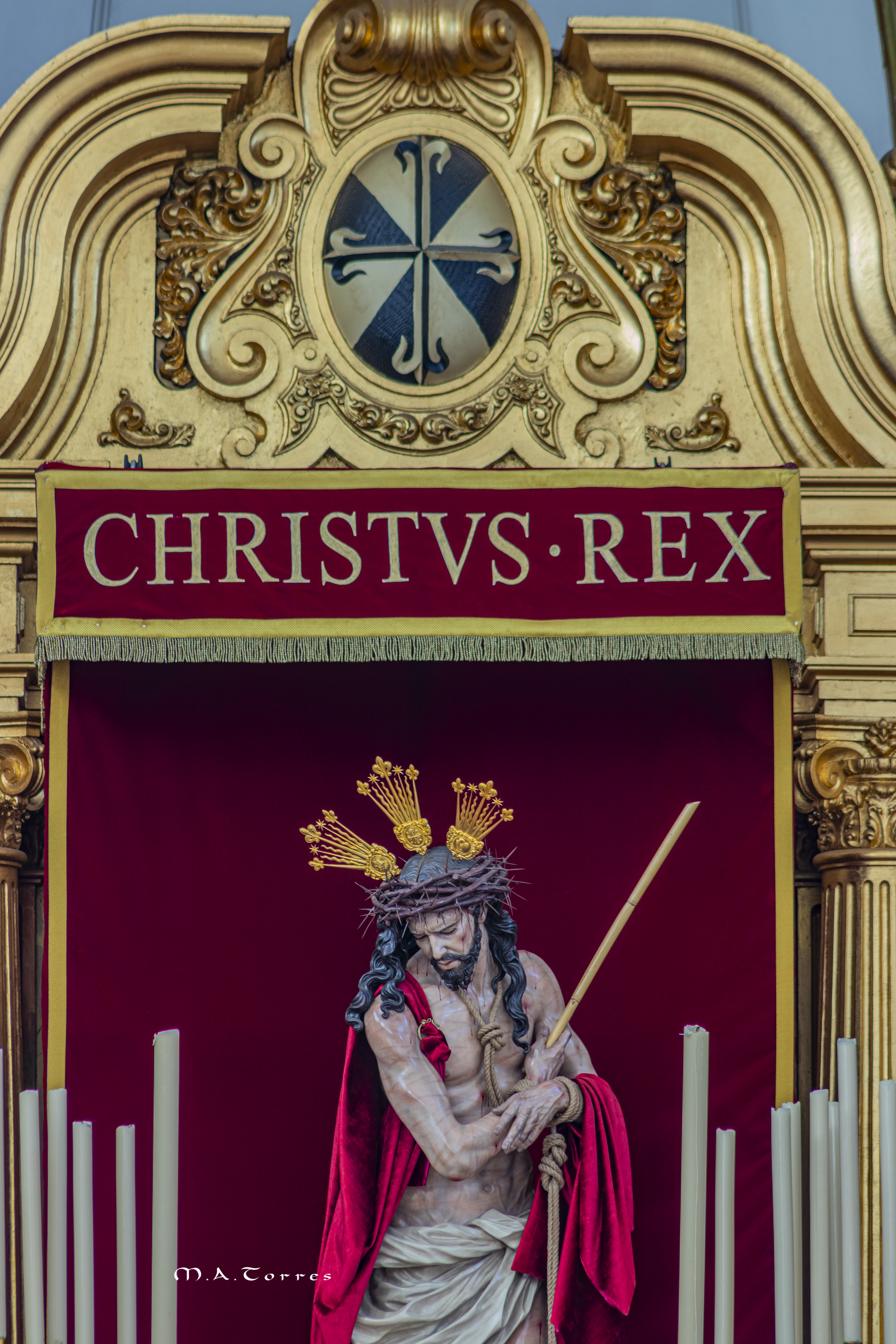

El primer domingo de cada mes se celebra la misa de Hermandad, para que todos los hermanos vivan la Fe juntos. A las 20h en horario de invierno y a las 21h en horario de verano.

## Música
El paso de misterio va acompañado por la Agrupación Musical Nuestro Padre Jesús de la Redención de Córdoba.

### Patrimonio Musical
- Cuando te miro, compuesta por D. Lucas López (2019).

## Salida procesional
El día actual de salida es el Sábado de Pasión, pero está prevista su incorporación a la Semana Santa en la jornada del Lunes santo.

### Galería
|  |
|  |

|  |
|  |

|  |
|  |

|  |
|  |

### Orden
| Predecesor: La Providencia | Vísperas (Sábado de Pasión) Primer lugar | Sucesor: La O |